# Otagoa wiltoni
Otagoa wiltoni là một loài nhện trong họ Toxopidae.
Loài này thuộc chi Otagoa. Otagoa wiltoni được miêu tả năm 1970 bởi Raymond Robert Forster.